# Sergiu Adam
Sergiu Adam (n. 16 iulie 1936, Cosmești, județul Galați – d. 26 februarie 2015, Bacău) a fost un poet, prozator și traducător român.

## Biografie
Este fiul lui Teodor Adam, preot, și al Anei (n. Popovici), muncitoare. A urmat școala elementară în Frumușelu, județul Bacău. Urmeaza Liceul internat „C. Negruzzi” din Iași, pe care îl absolvă în 1954. Continuă studiile în același oraș, la Facultatea de Filologie a Universității „Alexandru Ioan Cuza", susținându-și licența în 1958. Un timp este profesor, apoi lucrează ca metodist si bibliotecar la Bacău (între 1961 și 1965); din 1965 lucrează ca redactor la revista „Ateneu" din Bacău, revista la care a ocupat funcția de redactor-șef între 1990 și 2002.
În noiembrie 2018, Sergiu Adam a fost declarat cetățean de onoare al municipiului Bacău.

## Opera
- Țara de lut sau Scrisorile blândului și însinguratului Sergiu Adam către mult prea iubita lui soață Doamna Otilia, versuri, București, 1971;
- Gravuri, versuri, Iași, 1976;
- Iarna, departe..., roman, București, 1976;
- Ctitorii mușatine, București, 1976;
- Chipuri și voci, roman, București, 1984;
- Peisaj cu prințesă, versuri, București, 1987;
- Scrisori din țara cocorilor albi, versuri, Iași, 1994;
- Moartea avea ochii verzi, roman, București, 2000;
- Scrisori din țara cocorilor albi, antologie lirică, București, 2001.

Traduceri
- Rimma Kazakova, Brazii ninși, ediție selectivă și prefață de Sergiu Adam, Iași, 1973;
- M. S. Kolesnikov, Richard Sorge așa cum a fost, în colaborare cu T. Ionescu, Iași, 1977.

## Premii
- Premiul pentru debut la prima ediție a Festivalului literar-artistic „George Bacovia” din Bacău, 1971;
- Premiul Festivalului Internațional de Poezie, Praga, 1982;
- Premiul Asociației Scriitorilor din Iași pe 1985, 1995 și 1996;
- Premiul pentru poezie al Uniunii Scriitorilor în 1994 pentru volumul Scrisori din țara cocorilor albi.